# Akihito Tokunaga
Akihito Tokunaga (徳永 暁人, Tokunaga Akihito) (nascido em 22 de setembro de 1971) é um músico, compositor e arranjador japonês. Após seu nome ficar conhecido trabalhando para Being Inc. na década de 1990, ele assinou com o Giza Studio de 2000 até 2023. Em 2004, Tokunaga formou a banda doa. Após sair do Giza, ele se tornou um músico freelancer sob a gravadora independente Floodlight.

## Biografia
Desde a faculdade ele trabalhou como orquestrador, depois começou a trabalhar como baixista. Para artistas como Zard, Mai Kuraki, B'z e muitos outros da Being Inc. Tokunaga forneceu-lhes música e arranjos, participando do suporte ao vivo por mais de 15 anos. Tokunaga está trabalhando como baixista com alta tecnologia. Ele também participou de muitas partes de coro que ele mesmo cria. Desde 2004, ele é membro da banda de rock doa como vocalista e baixista. Além disso, ele faz programação, é responsável pelo piano, órgão, violão, bandolim e percussão. Ele também é famoso por compor a música do anime Dragon Ball GT (1996–1997). Em 2023, Tokunaga e os membros do doa anunciaram sua saída do selo Giza Studio e, a partir de setembro, se tornaram freelancers na empresa Floodlight, o anúncio foi feito em seu site oficial. Em 2024, decidiu sair da doa por diferenças criativas com os outros integrantes. A banda acabou por decidir encerrar suas atividades no último dia do ano.